# Paranotoreas zopyra
Paranotoreas zopyra är en fjärilsart som först beskrevs av Edward Meyrick 1883d.  Paranotoreas zopyra ingår i släktet Paranotoreas och familjen mätare. Inga underarter finns listade i Catalogue of Life.